# 賈斯汀·埃勒斯
賈斯汀·埃勒斯（德語：Justin Eilers，1988年6月13日—）是一位德國足球運動員，現在效力於希超球隊艾普隆。他在球場上的位置是右邊鋒或前鋒。

## 職業生涯
埃勒斯在家鄉布倫瑞克開始他的職業生涯。2008年9月13日，他代表布倫瑞克在一場對陣奥芬巴赫踢球者的德丙聯賽中，上演職業首秀。
2008–09賽季結束後，他離開了布倫瑞克。在輾轉效力於數個半職業隊伍後，他於2014年6月20日加盟了德丙球隊德累斯頓迪納摩。2015–16賽季，他以23個進球成為當賽季的德丙最佳射手，並被選為賽季最佳球員。
2016年夏季，德甲球隊雲達不萊梅簽下埃勒斯，雙方簽下三年合約。

## 榮譽
德累斯頓迪納摩
- 德國足球丙級聯賽冠軍：2015–16

個人
- 德國足球丙級聯賽最佳射手：2015–16

## 外部連結
- SOCCERWAY：賈斯汀·埃勒斯 （页面存档备份，存于）的球員資料（英文）
- transfermarkt.de：賈斯汀·埃勒斯 （页面存档备份，存于）之統計數據（德文）